# Župnija Leskovec pri Krškem
Župnija Leskovec pri Krškem je rimskokatoliška teritorialna župnija Dekanije Leskovec Škofije Novo mesto.
Do 7. aprila 2006, ko je bila ustanovljena Škofija Novo mesto, je bila župnija del Nadškofije Ljubljana.

## Cerkve
| Slika                     | Cerkev                                   | Naselje               |
| ------------------------- | ---------------------------------------- | --------------------- |
| Klikni za spremembo slike | Cerkev Žalostne Matere Božje (župnijska) | Leskovec pri Krškem   |
| Klikni za spremembo slike | Cerkev sv. Ane                           | Leskovec pri Krškem   |
| Klikni za spremembo slike | Cerkev sv. Janeza Krstnika               | Drnovo                |
| Klikni za spremembo slike | Cerkev sv. Lucije                        | Senuše                |
| Klikni za spremembo slike | Cerkev sv. Martina                       | Velika vas pri Krškem |
| Klikni za spremembo slike | Cerkev sv. Miklavža                      | Veliki Podlog         |
| Klikni za spremembo slike | Cerkev sv. Pavla                         | Gorica                |
| Klikni za spremembo slike | Cerkev sv. Štefana                       | Nemška vas            |
| Klikni za spremembo slike | Cerkev sv. Valentina                     | Straža pri Raki       |
| Klikni za spremembo slike | Cerkev sv. Urha                          | Vihre                 |
| Klikni za spremembo slike | Kapela Božjega usmiljenja (pokopališka)  | Leskovec pri Krškem   |